# Canicule et sécheresse de 1980 aux États-Unis
La vague de chaleur de 1980 aux États-Unis est une période de chaleur intense et de sécheresse qui a fait des ravages dans une grande partie du Midwest des États-Unis et des Grandes Plaines tout au long de l'été 1980. C'est l'une des catastrophes naturelles les plus meurtrières de l'histoire des États-Unis, faisant au moins 1 700 morts. 
En raison de la sécheresse massive, les dommages à l'agriculture ont atteint 20 milliards de dollars (équivalent à 
62 milliards $US aujourd'hui). Elle fait partie des catastrophes météorologiques au coût égalant ou dépassant un milliard de dollars qui sont répertoriées par la National Oceanic and Atmospheric Administration (NOAA).

## Causes
La vague de chaleur a commencé en juin lorsqu'une forte dorsale anticyclonique s'est formée dans le centre et le sud des États-Unis, permettant aux températures de monter à 90 °F (32 °C) presque tous les jours de juin à septembre. Le système à haute pression n'a pas permis à des systèmes convectifs de se développer suffisamment. Par conséquent de l'activité orageuse a été très réduite et la vague de chaleur s'est couplée à une exceptionnelle sècheresse. L'Ouragan Allen a brièvement mis un coup d'arrêt à ce système. La dorsale s'est ensuite reformée.

## Effets
Les conditions de sécheresse et de canicule ont conduit de nombreuses villes du Midwest à connaître une chaleur record. Durant cette période :
- dans la région métropolitaine Dallas–Fort Worth–Arlington (Metroplex) au Texas, les températures élevées ont dépassé 100 °F (38 °C) 69 fois, dont un record de 42 jours consécutifs du 23 juin au 3 août[4], dont 28 jours au-dessus de 105 degrés Fahrenheit (41 °C) et cinq jours au-dessus de 110 °F (43 °C). La région a vu 29 jours au cours desquels la température record précédente a été battue ou égalée. Le record absolu de 113 °F (45 °C) est atteint durant trois jours consécutifs (les 26 et 27 juin à l'aéroport Dallas Fort Worth et le 28 juin à Dallas Love Field) .
- à Memphis (Tennessee) la température a atteint un record absolu pour la ville de 108 °F (42 °C) le 13 juillet 1980, au pic d'une période de 15 jours de températures supérieures à 100 °F (38 °C) qui a duré du 6 au 20 juillet.
- à Kansas City (Missouri) la température maximale a été inférieure à 90 °F (32 °C) à seulement deux reprises et a dépassé 100 °F (38 °C) 17 jours d'affilée. Le record absolu de 113 °F (45 °C) date du 14 août 1936.
- à Indianapolis (Indiana) le 15 juillet, la température a atteint 100 °F (38 °C) pour la première fois depuis 1954. Le record absolu de 106 °F (41 °C) date du 14 juillet 1936.

L'ouragan Allen a brièvement interrompu la vague de chaleur début août. La vague de chaleur nord-américaine de 2011 dépasserait finalement la vague de chaleur de 1980 quant au nombre de jours avec des maximums dépassant 100 °F (38 °C) (avec 71 jours) et la température minimale la plus élevée (86 °F (30 °C)). Cependant, cette vague de chaleur n'a eu que 40 jours consécutifs de températures dépassant 100 °F (deux de moins que le record) et les 113 °F (45 °C) de 1980 restent un record à Dallas. Les températures élevées de la vague de chaleur de 1980 ont été pires qu'en 2011, tout comme son début précoce en juin et son bilan humain.
Sur le bord nord de la crête de haute pression, plusieurs violentes tempêtes appelées Derechos se sont formées. Le plus notable était le « More Trees Down Derecho » qui s'est produit le 5 juillet. Il a circulé de l'est du Nebraska à la Virginie en 15 heures, tuant six personnes et en blessant environ 70. Le « Western Wisconsin Derecho » du 15 juillet a tué trois personnes et causé d'importants dégâts matériels.